# Schabbtai Zvi

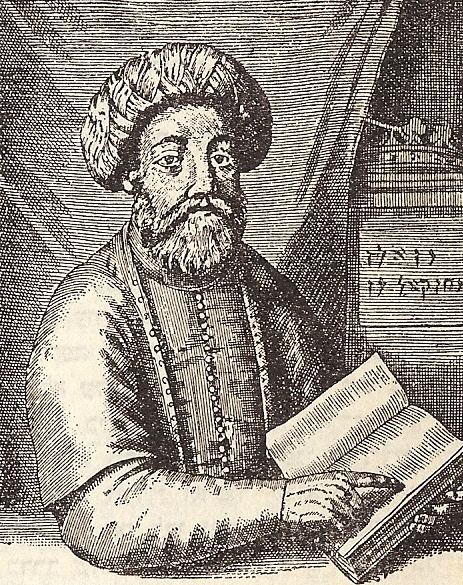
Schabbtai Zvi

Schabbtai Zvi, auch Sabbatai Zewi oder Schabbatai Zwi (hebräisch שַׁבְּתַי צְבִי, * 1626 in Smyrna, Osmanisches Reich, heute Türkei; † 16. September 1676 in Ülgün, Osmanisches Reich, heute Montenegro), war ein jüdischer Religionsgelehrter und als Messias der Begründer des nach ihm benannten Sabbatianismus.

## Leben

### Herkunft und frühe Zeit
Schabbtai Zvis Familie stammt ursprünglich wohl von der Peloponnes. Erst sein Vater Mordechai, hebr. מרדכי (gestorben 1653), zog nach Smyrna. Sein Vor- und Nachname sowie seine Herkunft deuten auf einen romaniotischen (Italkim) Ursprung der Familie, nach anderen Quellen handelt es sich bei Schabbatai Zvi um einen selbst gewählten Namen, den er annahm, nachdem er den unaussprechlichen Namen Gottes, JHWH, gesprochen hatte. Die Angabe von Emanuel Frances, dass Schabbtai Zvis Vater aus einer in Deutschland ansässigen aschkenasischen Familie stamme, hält Gershom Scholem  für wenig glaubhaft.
Schabbtai wurde (wahrscheinlich) am Tischa beAv 5386 jüdischer Jahreszählung in Smyrna als zweiter von drei Söhnen eines Geflügelhändlers geboren. Bezüglich seines Geburtsdatums gibt es allerdings verschiedene Quellenangaben. Nathan von Gaza gibt das Jahr 5386 an. Man vermutet, dass er diese Information von Zvi selber erhalten hat. Eine andere Tradition behauptet, dass er im Jahr 5385 geboren sei. Zu Kindheit und Jugend gibt es keine gesicherten Informationen, ebenso wenig über seine Ausbildung. Vermutlich erhielt er eine traditionelle jüdische Bildung, zudem sprach er auch das Spanisch der in Smyrna zahlreichen Marranen, deren jüdische Identität häufig nicht gefestigt war nach der Rückkehr zum Judentum.
Zu seinen Lehrern gehörte der Kabbalist Josef Eskapa. Im 16. Lebensjahr begann er ein asketisches Leben, und es wird von einem Rabbi Isaac berichtet, der ihn dabei führte. Er wechselte häufig zwischen euphorischem und tief melancholischem Befinden. Verschiedene heutige Autoren beschreiben ihn daher als manisch-depressiv.

### Prophet und Kabbalist
Im Jahre 1648, als während der ukrainischen Erhebung gegen die polnische Aristokratie unter Führung des Kosaken Bohdan Chmelnyzkyj in Pogromen bis zu 20.000 Juden in Osteuropa umgebracht wurden, erlebte Schabbtai eine Berufungsvision. Einigen Berichten zufolge erklärte er Freunden, er sei ein Prophet.
Zwischen 1651 und 1654 wurde er aus der jüdischen Gemeinde ausgeschlossen und musste Smyrna verlassen. Danach zog er nach Saloniki, wo er ebenfalls ausgewiesen wurde, nachdem er die Gemeinde der Synagoge Kehal Schalom bei einem Bankett des Oberrabbinats mit einer Vorführung irritiert hatte, bei der er eine Torarolle unter einem Hochzeitsbaldachin „ehelichte“. Anschließend lebte er zwischenzeitlich in verschiedenen griechischen Städten. 1658 war Schabbtai in Konstantinopel, wo er weiter die Kabbala studierte und 1659 auch hier ausgewiesen wurde. Er kehrte mit Rabbi David Chabillo, einem Kabbalisten und Gesandten der Jerusalemer Juden, den er in Istanbul kennengelernt hatte, nach Smyrna zurück.

### Jerusalem und Kairo / Heirat
1662 reiste Schabbtai Zvi über Kairo nach Jerusalem. Während seines Aufenthaltes in Jerusalem wurde die dortige jüdische Gemeinde im Jahre 1663 zur Zahlung einer großen Geldsumme gezwungen, die sie nicht aufbringen konnte. Ein Gesandter sollte in der wohlhabenden jüdischen Gemeinde Kairos Geld sammeln, um die Summe zahlen zu können. Die Wahl fiel auf Schabbtai Zvi, der das Wohlwollen des Anführers der ägyptischen Juden, Raphael Joseph Chelebi, gewinnen konnte. Er begann seine Reise gegen Ende des Jahres 1663 und blieb bis im Frühling 1665 in Kairo.
Am 31. März 1664 heiratete Schabbtai in dritter Ehe eine wohl aus Polen oder Litauen stammende Jüdin namens Sarah, nachdem er zuvor schon zwei Mal geheiratet hatte, ohne die Ehen zu vollziehen, und sich von beiden Frauen wieder hatte scheiden lassen. Seine dritte Frau scheint schon 1655 in Amsterdam von sich behauptet zu haben, sie werde den messianischen König heiraten. Möglicherweise ist es diese Aussage gewesen, die Schabbtai dazu bewog, sie zu heiraten. Von einigen Autoren wird sie als „geistig verwirrt“ geschildert. Michel Abitbol beschreibt sie in seinem Buch Histoire des juifs als Prostituierte, die sich aus religiöser Überzeugung dieser Tätigkeit hingab. In Markus Branns Jüdische Geschichte aus dem Jahr 1903 ist allerdings keine Rede davon: Die Vorstellung der Brautschaft Christi, also des Messias, war auch keineswegs ein Zeichen geistiger Verwirrung, sondern damals wie heute fester Bestandteil des Selbstverständnisses jeder christlichen Nonne, symbolisiert durch das Tragen des Nonnenrings. Laut Brann war Sarah nach gewaltsamer Trennung von ihrer Familie in Polen im Alter von sechs Jahren in ein Nonnenkloster gegeben worden und dort aufgewachsen. Unter ungeklärten Umständen kehrte sie später in Amsterdam zur jüdischen Gemeinschaft zurück und gelangte über Deutschland nach Livorno. Von dort ließ Schabbatai sie durch einen Vertrauten nach Kairo holen, nachdem er von ihrer Geschichte erfahren hatte. In Nachahmung des Propheten Hosea wollte Schabbtai Zvi eine Prostituierte heiraten. Diese Heirat brach erst den Bann und ebnete den Weg für die Gewinnung einer Anhängerschaft.

„Durch diese Vorgänge wurden die Juden Ägyptens und des heiligen Landes zu einem Taumel überschwenglicher Hoffnungen fortgerissen. Der über Sabbatai verhängte Bann geriet in Vergessenheit, und selbst seine Vaterstadt empfing ihn mit lautem Jubel als den Messias und erwartete nach seiner Weissagung für das Jahr 1666 mit Bestimmtheit das neue Heil, das für Israel und die Welt anbrechen sollte.“

### Messias
Zum entscheidenden Ereignis wurde, als sich Schabbtai Zvi gegen Ende des Jahres 1664/Anfang 1665 vom rund zwanzig Jahre jüngeren Nathan Aschkenasi, einem Kabbalisten und Propheten in Gaza, eine geistliche Unterweisung (einen Tikkun) geben lassen wollte. Überraschenderweise teilte der bisher als lurianisch-orthodoxer Autor religiöser Abhandlungen nicht weiter auffällig gewordene Rabbi ihm mit, dass er keinen Tikkun benötige, da er der Messias sei. Dabei berief sich Nathan auf angebliche antike Dokumente, die er neu entdeckt habe und die seine Aussage stützen würden.
Nathan begann in seiner Veröffentlichung den anderthalb Jahrtausende alten Begriff des Messias stark umzudeuten, bewegte sich dabei aber immer innerhalb der hergebrachten kabbalistischen Grundlagen. Dabei formulierte er eine bis dahin dem Judentum vollkommen fremde Gottesmittlerschaft des Messias, die im Widerspruch zur unmittelbaren Beziehung zwischen Mensch und Gott stand, welche auch dem einzelnen Gläubigen stets die Last auferlegt, die Erlösung herbeizuführen. Nach Nathans Auffassung genügte für die Gläubigen inbrünstige emuna («Glaube, Vertrauen»), um das Universum zu erlösen.
Am 31. Mai 1665, während eines Aufenthaltes in Gaza, erklärte sich Schabbtai, ermutigt von Nathans Prophezeiungen und „Stimmen“, die dieser empfangen hatte, zum Messias. Zeichenhaft ernannte er zwölf Mitglieder der Gemeinde in Gaza zu Repräsentanten der zwölf Stämme Israels. Dies war der Beginn der messianischen Bewegung, die den Namen Schabbtais (auch bekannt als Sabbatianismus) tragen und die ganze jüdische Diaspora erschüttern sollte. Schabbtai Zvi legte sich nun auch königliche Titel zu und ließ sich von seinen Anhängern dementsprechend anreden. In Jerusalem bereiteten ihm seine Anhänger einen triumphalen Einzug, doch wurde er auf Betreiben der Rabbiner Jakob Hagiz und Jakob Tsemah ausgewiesen.

### Verbreitung
Zunächst erfasste die messianische Begeisterung Gaza und von dort ausgehend Hebron, Safed und Kairo. Wo es viele Vertreter der lurianischen  Kabbala gab, wurde auch die Bewegung stark. Die Nachricht, der „Messias“ sei erschienen, muss recht schnell um sich gegriffen haben. Zum einen sandte Nathan Aschkenasi, der zum Theologen der Bewegung wurde, Briefe an andere Gemeinden, zum anderen verbreiteten Anhänger und Reisende die „gute Nachricht“, die, da sie aus dem Heiligen Land kam, als besonders glaubwürdig galt. Die Ausbreitung muss vor dem Hintergrund des Dreißigjährigen Krieges in Deutschland und des großen Kosakenaufstandes unter Bogdan Chmielnicki gegen die polnische Oberschicht  gesehen werden, im Zuge dessen ein großer Teil der jüdischen Bevölkerung Polen-Litauens Pogromen zum Opfer fiel.
Schabbtai zog nach Palästina. In Jerusalem, wo er mit den zwölf Vertretern der Stämme Israels erschien, um auf dem Tempelberg ein Opfer darzubringen, kam es zum Konflikt mit dem ortsansässigen Rabbinat. Schabbtais messianischer Anspruch wurde zurückgewiesen. Nachdem Schabbtai erfolglos versucht hatte, die muslimische Herrschaft herauszufordern, musste er Jerusalem verlassen. Über Safed, Damaskus und Aleppo kehrte er nach Smyrna zurück, wo er im Herbst 1665 ankam. Mittlerweile war er durch das Jerusalemer Rabbinat mit dem Bann belegt worden.

### Smyrna und Konstantinopel
Ab Frühjahr 1666 wieder in Smyrna, verhielt sich Schabbtai zunächst zurückhaltend. Auch in seiner Vaterstadt waren die Juden gespalten, wie man sich ihm gegenüber verhalten solle. Im Dezember tat Schabbtai Zvi den nächsten Schritt: Er besetzte die sephardische Synagoge. Eigenmächtig begann er mit der Aufhebung religiöser Gebote; so verlegte er beispielsweise den Schabbat auf den Montag oder rief Frauen zur Toralesung auf. Am 30. Dezember 1665 zog er begleitet von vier Rabbis Richtung Konstantinopel. Hatten die türkischen Behörden bisher ruhig reagiert, so schritten sie nun ein und setzten den „Messias“ und sein Gefolge fest, als er Anfang Februar 1666 in Konstantinopel ankam. Er kam in Gallipoli in eine Art Ehrenhaft, wo er Gesandte empfangen und Audienzen erteilen konnte. Seine nächsten Mitarbeiter waren seine Jugendfreunde Abraham Baruch und Chaim Penia, denen er Königreiche in der kommenden Welt versprochen hatte.
Die Amsterdamer Juden unter der Leitung ihres Großrabbiners Isaak Aboab de Fonseca zählten zu den leidenschaftlichsten Verteidigern Schabbtai Zvis. Von dort verbreiteten sich ihre Schriften nach Deutschland. Besonders im vom Dreißigjährigen Krieg verwüsteten Deutschland erfasste der messianische Taumel weite Teile der jüdischen Gemeinden:

„Mit Begeisterung nahmen die großen Gemeinden des europäischen Abendlandes, besonders die von Amsterdam und Hamburg, die mannigfach ausgeschmückten Berichte auf, die aus der Türkei zu ihnen herüberdrangen. Portugiesische und deutsche Juden hofften, durch Sabbatai Zwi in naher Zukunft eine außerordentliche Umgestaltung aller Dinge zu erleben. Die einen bereiteten sich freudig erregt mit Gesang und Tanz, die anderen in demütiger Zerknirschung durch Kasteiungen und Bußübungen, alle aber in fieberhaft überspannter Aufregung auf das neue messianische Reich vor. In Smyrna wurde der Fasttag des 17. Tammus aufgehoben, weil Sabbatai Zwi die Nachricht verbreitete, dass ihm an diesem Tage die göttliche Berufung zuteil geworden sei. Auch der Tag der Zerstörung des Tempels sollte als sein Geburtstag in Zukunft nicht mehr mit düsteren Trauergebräuchen, sondern mit lauten Festlichkeiten gefeiert werden.“

Viele Juden saßen auf gepackten Koffern, es gab aber auch entschiedene Gegner des selbsternannten Messias. Diese versuchten ihn u. a. über seine Familienherkunft zu diffamieren. So wurde kolportiert, dass Schabbtai Zvis Vater ihn für ein Paar Schuhe verkauft habe und seine Mutter sich prostituiert habe, um den Lebensunterhalt zu verdienen.

### Konversion und Ende
Am 18. Juni 1666 (15. Sivan 5426) war die von Nathan von Gaza verkündete Frist für die Erlösung der Welt ohne das Eintreffen der angekündigten Wunder abgelaufen. Am 15. September 1666 stellte Schabbtai sich dem Gericht in Andrianopol. Der Verhandlung war eine Begegnung mit dem polnischen Juden Nehemia ha-Cohen vorangegangen, der ebenfalls beanspruchte, der Messias zu sein. Ha-Cohen machte geltend, dass Schabbatai Zvi nicht der Messias sein könne, weil diesem – per Definition ein Nachkomme Davids – zuerst ein Nachkomme Josefs als Messias vorangehen müsste. Nachdem Ha-Cohen seinen Konkurrenten bei der Obrigkeit denunziert hatte, wurde Schabbtai vor die Entscheidung „Tod oder Annahme des Islam“ gestellt – ersteres in der Form, dass ein Bogenschütze einen Pfeil auf ihn schieße, damit seine Unverwundbarkeit die Messianität beweise. Am Folgetag (16. September) lehnte er die Forderung ab und konvertierte zum Islam (indem er einen Turban aufsetzte); er erhielt den Namen des Sultans Mehmed IV, der die Messianität Schabbatai Zvis wegen dessen geringen Türkischkenntnissen in Zweifel gezogen hatte. Schabbatais Frau Sarah trat ebenfalls zum Islam über, wie viele – aber nicht alle – Anhänger auch. Nathan von Gaza oblag es nun, den unerwarteten Vorgang zu begründen: Die Zeit der Erlösung war aus seiner Sicht mit dem Übertritt Zvis zum Islam tatsächlich angebrochen. Der Messias, als den er Schabbatai Zvi sah, habe lediglich den Kampf mit den Kräften des Bösen aufgenommen und sei, in seiner Verkleidung als Muslim, in den Kern des «Reichs des Bösen» vorgedrungen, um dieses in einem finalen Kampf zu überwinden. In Bibel, Talmud und Zohar fand Nathan mehrere Stellen, die, wie er sie auslegte, auf die Notwendigkeit einer solchen Konversion hinwiesen. Dabei bezog sich Nathan mehrfach auf jene Bibelstellen, die auch von Christen als Hinweise auf die Ankunft eines Messias angeführt werden.
Ende des Jahres 1672 wurde Schabbtai Zvi aufgrund des Vorwurfs des Abfalls vom Islam verhaftet. Doch er wurde nicht zum Tode verurteilt, wie es in ähnlichen Fällen üblich war, sondern in die Verbannung nach Albanien geschickt. Dort führte er ein jüdisch-muslimisches Doppelleben und entwickelte seine religiöse Doktrin weiter. Meyer Kayserling berichtet, dass Schabbtai Zvi auf Wunsch des Großherrn eine zweite Frau, die Polin Gertrud, ehelichte, mit der er mehrere Kinder hatte. Seine letzte Frau war Jochebed/Aischa, Tochter von Joseph Philosoph und Schwester von Jakob Querido, deren Bruder von einigen als Nachfolger Zvis angesehen wurde. Schabbtai Zvi starb am 16. September 1676 im Exil.

## Nachwirkungen
In der Folge formierten sich die Anhänger Schabbatai Zvis sowohl im Islam als auch im Judentum, während die Mehrheit seiner Anhängerschaft zur orthodoxen jüdischen Glaubenslehre zurückkehrte. Mehrere tausend unter dem Namen Dönmehs (auch Dönme, dt. «Fremde», nach einer anderen Quelle: «Konvertierte») bekannte Anhänger siedelten in Albanien, Griechenland und der Türkei. Ihre Eigenbezeichnung war jedoch Mamin (dt. «die Gläubigen»). Zwis Nachfolger wurde sein Schwager Jacob Querido, der eine der drei Linien des Sabbatianismus begründete, die der Jakupi. Auch Baruchja Russo, der spätere Osman Baba, beanspruchte die Nachfolgerschaft. Die Anhänger des Sabbatianismus traten insbesondere bei der Jungtürkischen Revolution prominent in Erscheinung. Kleine Gruppen existieren noch heute. Daneben gab es diverse neosabbatianische, dem Islam nahestehende Gruppen wie die Karakaşlar oder die Yakubiler (Jakobiten).
Im Judentum lebte der Glaube an den bereits erschienenen Messias in zahlreichen geheimen Sekten weiter. Solche Juden gaben sich den Schein der Orthodoxie, feierten aber im kleinen Kreis regelmäßige Feste im Gedenken an Schabbatai Zvi. Diese «Crypto-Schabbatianer» nannte man Schebslach oder Schoepsen. Rabbiner in ganz Europa versuchten solche Gruppen ausfindig zu machen und ihre Bücher zu identifizieren. In Polen mündeten die verbliebenen Anhängergruppen in die Bewegung Jakob Franks, der seinerseits zum Christentum konvertierte. In Prag wurde um 1730 der Oberrabbiner Jonathan Eybeschütz des Sabbatianismus bezichtigt, was die neuere Forschung bestätigt hat. Weitere „Beschuldigte“ interner Kontroversen waren die Rabbiner Mosche Chaim Luzzatto, Nathan ben Simon Adler Katz und Nehemia Hiyya ben Moses Hayon. Diese verschiedenen Bewegungen im Judentum sollen sich bis zum Ende des 19. Jahrhunderts gänzlich aufgelöst haben.
Die messianische Bewegung Schabbatai Zvis hatte entscheidenden Einfluss auf die Entstehung und Entwicklung der späteren Neuerungsbewegungen im Judentum, Haskala und Chassidismus, denen beiden für ihre Entfaltung das Aufbrechen alter Selbstverständlichkeiten und Autoritäten im bisher dominierenden orthodoxen Judentum zugutekam.

## Literarische Rezeption
Ludwig Storch ließ sich von Schabbtai Zvis Lebensgeschichte zu seinem vierbändigen Roman Der Jakobsstern. Eine Messiade (1836–1838) inspirieren. In Isaac Bashevis Singers erstem Roman Satan in Goraj stehen Anhänger und Gegner des Sabbatai Zewi  im kleinen polnischen Ort Goraj Mitte des 17. Jahrhunderts im Mittelpunkt der dramatischen Ereignisse. Die Auswirkung der messianischen Bewegung des Schabbtai Zvi (Sabbatai Zewi) auf eine jüdische Gemeinde in Mittelfranken ist Gegenstand des ersten Teils von Jakob Wassermanns Roman Die Juden von Zirndorf (1897). Die polnische Literaturnobelpreisträgerin Olga Tokarczuk bezieht sich in ihrem historischen Roman Die Jakobsbücher (2014) auf die Nachwirkungen von Schabbtai Zvi.